# Kyrgyzstán na zimních olympijských hrách
Kyrgyzstán na zimních olympijských hrách startuje od roku 1994. Toto je přehled účastí, medailového zisku a vlajkonošů na dané sportovní události.

## Účast na Zimních olympijských hrách
| Dějiště ZOH            | ZOH      | Vlajkonoš           | Zlatá medaile | Stříbrná medaile | Bronzová medaile | Celkem |
| ---------------------- | -------- | ------------------- | ------------- | ---------------- | ---------------- | ------ |
| 1994 Lillehammer       | ZOH 1994 | Yevgeniya Roppel    |               |                  |                  | 0      |
| 1998 Nagano            | ZOH 1998 | Aleksandr Tropnikov |               |                  |                  | 0      |
| 2002 Salt Lake City    | ZOH 2002 | Dmitry Chvykov      |               |                  |                  | 0      |
| 2006 Turín             | ZOH 2006 | Ivan Borisov        |               |                  |                  | 0      |
| 2010 Vancouver         | ZOH 2010 | Dmitrij Trelevský   |               |                  |                  | 0      |
| 2014 Soči              | ZOH 2014 | Dmitrij Trelevský   |               |                  |                  | 0      |
| 2018 Pchjongčchang     | ZOH 2018 | Tariel Zharkymbaev  |               |                  |                  | 0      |
| 2022 Peking            | ZOH 2022 | Maksim Gordeev      |               |                  |                  | 0      |
| 2026 Milán             | ZOH 2026 |                     |               |                  |                  |        |
| Celkem                 | 8        |                     | 0             | 0                | 0                | 0      |
| Zdroj na Olympedia.org |          |                     |               |                  |                  |        |